# Hotel Internacion (Sloboda) Sombor
Hotel Internacion (Sloboda) je hotelsko preduzeće u Somboru i naziv hotela u centru grada.

## Istorija hotela
Hotel „Internacion“ (Sloboda) otvoren je 1856. godine pod nazivom „Kod francuskog cara". Hotel je tada bio jedno od najlepših arhitektonskih zdanja. Građen je u neogotskom stilu, projektovao ga je arhitekta Ferdinad Fišer. Međutim, ubrzo je morao da promeni ime zbog rata Austrougarske i Francuske, kada dobija ime „Lovački rog". Od 1920. godine hotel radi pod imenom „Sloboda". Novi deo hotela koji izgleda kao ogroman silos projektovao je arhitekta iz Beograda Đorđe Ljubinković, počeo je sa radom 1980. godine. Povezan je sa starim delom preko čuvene kristalne sale i tako zajedno predstavljaju neobičnu aritektonsku celinu. Hotel je imao je nezamenjivu funkciju kod smeštanja italijanskih lovaca tokom osamdestih i smeštanju rodbine vojnika iz cele nekadašnje Jugoslavije, koji su služili vojsku u Somboru, tada jakom vojnom centru sa preko pet hiljada vojnika. Ipak, hotel je ostao najzapamćeniji po organizaciji čuvenih balova.

## Hotelsko preduzeće danas
Hotel je kupio 2004. godine američki fizičar somborskog porekla Bogdan Maglić. Nakon privatizacije, hotel nosi ime „Inter Nacion". Kapacitet hotela je sada 120 ležaja. Sobe i apartmani su u potpunosti renovirani i klimatizovani, opremljene su kablovskom TV, mini barom, a uveden je i internet. Dopunske sadržaje čine balska dvorana (Kristalna sala), restoran „Lovački rog", diskoteka, aperitiv-bar, elektronska kockarnica i parking prostor.

## Spoljašnje veze
- zvanični sajt
- turistička organizacija Sombora